# Piz Signina
Piz Signina är en bergstopp i Schweiz.   Den ligger i regionen Surselva och kantonen Graubünden, i den östra delen av landet, 140 km öster om huvudstaden Bern. Toppen på Piz Signina är 2 848 meter över havet, eller 472 meter över den omgivande terrängen. Bredden vid basen är 8,7 km.
Terrängen runt Piz Signina är huvudsakligen bergig. Närmaste större samhälle är Domat, 17,6 km nordost om Piz Signina. 
Trakten runt Piz Signina består i huvudsak av gräsmarker. Runt Piz Signina är det mycket glesbefolkat, med 4 invånare per kvadratkilometer.